# 林鉅溥
林鉅溥（1947年—），出生於香港，退休前為東區法院裁判官。

## 學歴
林鉅溥進入法律行業前為牙醫。1987年於澳洲阿德萊德大學取得法律學士學位，並獲澳洲頒發律師及大律師資格。1988年，在澳洲科技學院（Institute of Technology Australia）取得法律執業畢業文憑。

## 任職
1987年至1991年間為私人執業律師，1991年加入法援署為律師後不久，1992年轉職律政署的檢察官，1997年晉升為高級政府律師。2000年，獲委任為裁判官。

## 爭議
2006年12月15日，林鉅溥審理一宗店舖偷竊案，被資深大律師清洪在庭上質疑，懷疑他未有聽取他的求情便已準備了判刑。林鉅溥反問律師是否在批評法官，但清洪否認。法律界人士指，律師在庭上質疑或批評法官是非常罕見的。
2009年1月7日，林鉅溥審理一宗襲警案，被告為馮炳德，為本土行動成員及保育人士，他被指於2008年1月13日用手肘撞擊警員，導致他跌倒受傷。林鉅溥判刑時，指不能容忍馮炳德向警員「欺負、虐待、施暴」，判被告入獄十五個星期。但辯方律師沈士文在庭上直指，裁判官判刑時犯了六點錯誤，包括視警察證人證供之間的矛盾及漏洞為「不相干」，反指辯方證人有共同政治理念，因此證供不可信等等。出席旁聽的市民及支持者指，裁判官存偏見，影響香港司法獨立。